# 李済剛
李済剛（リ・ジェガン、朝鮮語: 리제강、1930年 - 2010年6月2日）は、朝鮮民主主義人民共和国の政治家。朝鮮労働党中央委員会組織指導部第一副部長（組織担当）、最高人民会議代議員などを務めた。

## 略歴
1973年に党組織指導部指導員として権力の中枢部門に入り、1982年に党組織指導部副部長兼金正日書記室書記に抜擢され、2001年からは党組織指導部第一副部長（組織担当）に就任した。
党組織指導部は、朝鮮労働党、朝鮮人民軍、政府の人事権や粛清権を持ち、国家安全保衛部を手足のように使う事実上の権力の中枢機関であり、部長職は空席だが金正日自身が事実上の部長を務めていて、その下で3 - 4名の第一副部長が実務を掌っている。李はその組織指導部第一副部長（組織担当）として大いに権勢を揮い、事実上の北朝鮮ナンバー2の座をめぐって、同部第一副部長（行政担当）であった張成沢とライバル関係にあるとされてきた。また、張成沢・金敬姫夫妻が長男の金正男の後見役だったのに対して、李は高英姫の後押しを受け、次男と三男の金正哲・金正恩兄弟の後見役だったとされる。
李は2010年6月2日に交通事故で死去したが、同年には同部第一副部長（軍事担当）である李勇哲（もしくは李容哲、リ・ヨンチョル）が心筋梗塞を理由に、翌年1月には同部第一副部長である朴正淳（パク・ジョンスン）が肺癌を理由に死去しており、9ヶ月間の間で3人の組織指導部第一副部長が相次いで死去していることから、李と他の第一副部長は、張成沢との間の権力闘争で謀殺されたのではないかと疑われている。